# 103-я отдельная бригада территориальной обороны
103-я отдельная бригада территориальной обороны (укр. 103-тя окрема бригада територіальної оборони, сокращённо 103 ОБрТрО) — воинское формирование Сил территориальной обороны Украины. Местом дислокации бригады определена Львовская область. Входит в состав Сил ТрО «Запад».

## История
Бригада была создана в 2018 году. После полномасштабной агрессии России против Украины бригада была в 2022 году отмобилизована.
В конце сентября 2022 года бригада получила своё боевое знамя. Президент Украины Владимир Александрович Зеленский отметил военнослужащих бригады за освобождение Ямполя.

## Структура бригады
Состав бригады включает:
- Управление (штаб) 103-й ОБрТрО
- 62-й отдельный батальон территориальной обороны (г. Львов)
- 63-й отдельный батальон территориальной обороны (г. Червоноград)
- 64-й отдельный батальон территориальной обороны (С. Тростянец Золочевский р-н)
- 65-й отдельный батальон территориальной обороны (г. Стрый)
- 66-й отдельный батальон территориальной обороны (Г. Мостиска Яворивский р-н)
- 67-й отдельный батальон территориальной обороны (г. Дрогобыч)
- 202-й отдельный батальон территориальной обороны (С. Стрелковичи Самборский р-н)
- Рота контрдиверсионной борьбы
- Рота материально-технического обеспечения
- Инженерно-саперная рота
- Узел связи
- Зенитный взвод

## Участие в войне
В конце апреля 2022 года бригада была направлена на Донбасс в зону боевых действий.
В сентябре 2022 года 63-й батальон бригады, вместе со стрелковым батальоном 15-го полка нацгвардии Украины освободили п. Озерное, Донецкой области от российской оккупации.